# San Salvador, Argentina
San Salvador är en kommunhuvudort i Argentina.   Den ligger i provinsen Entre Ríos, i den nordöstra delen av landet, 300 km norr om huvudstaden Buenos Aires. San Salvador ligger 75 meter över havet och antalet invånare är 11 626.
Terrängen runt San Salvador är mycket platt. San Salvador är det största samhället i trakten.
Trakten runt San Salvador består i huvudsak av gräsmarker. Runt San Salvador är det ganska glesbefolkat, med 21 invånare per kvadratkilometer.